# آلیک ساخارف
آلیک ساخارف
 (روسی: Алик Сахаров؛ ‏ انگلیسی: Alik Sakharov؛ زادهٔ ۱۷ مهٔ ۱۹۵۹) فیلم‌بردار و کارگردان تلویزیونی اهل اتحاد جماهیر شوروی است. وی از سال ۱۹۸۵ میلادی تاکنون مشغول فعالیت بوده‌است.
از فیلم‌ها یا مجموعه‌های تلویزیونی که وی در آن‌ها نقش داشته است، می‌توان به مارکو پولو، خانواده سوپرانو، رم و بازی تاج‌وتخت اشاره نمود.